# Mistrzostwa Polski w Saneczkarstwie 2018
Mistrzostwa Polski w Saneczkarstwie 2018 odbyły się na torze lodowym w Siguldzie na Łotwie w dniach 9–11 marca 2018 roku. Zawodnicy rywalizowali w czterech konkurencjach: jedynkach kobiet i mężczyzn, w dwójkach mężczyzn oraz w zawodach drużynowych.
W jedynkach kobiet tytuł obroniła Ewa Kuls. Wśród mężczyzn najlepszy okazał się Maciej Kurowski. W rywalizacji dwójek najlepsi byli Wojciech Chmielewski i Jakub Kowalewski. Natomiast drużynowo tytuł Mistrza Polski wywalczyli UKS Nowiny Wielkie i KS Śnieżka Karpacz.

## Wyniki

### Jedynki kobiet
| Miejsce | Zawodnik             | Klub                | 1. zjazd | 2. zjazd | Czas     | Strata |
| ------- | -------------------- | ------------------- | -------- | -------- | -------- | ------ |
| 1.      | Ewa Kuls             | UKS Nowiny Wielkie  |          |          | 1:18,982 | –      |
| 2.      | Natalia Wojtuściszyn | UKS Nowiny Wielkie  |          |          | 1:20,185 |        |
| 3.      | Natalia Jamróz       | KS Tajfun Nowy Sącz |          |          | 1:23,509 |        |
| 4.      | Natalia Wojnarowska  | KS Tajfun Nowy Sącz |          |          | 1:24,087 |        |
| 5.      | Magdalena Konopka    | UKS Nowiny Wielkie  |          |          | 2:01,611 |        |

### Jedynki mężczyzn
| Miejsce | Zawodnik             | Klub                        | 1. zjazd | 2. zjazd | Czas     | Strata |
| ------- | -------------------- | --------------------------- | -------- | -------- | -------- | ------ |
| 1.      | Maciej Kurowski      | KS Śnieżka Karpacz          |          |          | 1:24,177 | –      |
| 2.      | Mateusz Sochowicz    | AZS AWF Katowice            |          |          | 1:24,600 |        |
| 3.      | Wojciech Chmielewski | MKS Karkonosze Jelenia Góra |          |          | 1:24,722 |        |
| 4.      | Kacper Tarnawski     | MKS Karkonosze Jelenia Góra |          |          | 1:25,510 |        |
| 5.      | Karol Mikrut         | UMKS Parkowa Krynica Zdrój  |          |          | 1:26,709 |        |
| 6.      | Jakub Kowalewski     | KS Śnieżka Karpacz          |          |          | 1:27,484 |        |
| 7.      | Artur Grudziński     | UKS Nowiny Wielkie          |          |          | 1:28,347 |        |
| 8.      | Rafał Wojtuściszyn   | UKS Nowiny Wielkie          |          |          | 1:39,110 |        |
| 9.      | Kacper Skorupka      | UKS Tajfun Nowy Sącz        |          |          | 1:40,125 |        |
| 10.     | Kacper Pęczak        | UKS Nowiny Wielkie          |          |          | 1:46,105 |        |
| 11.     | Piotr Pietrzyk       | UKS Tajfun Nowy Sącz        |          |          | 2:10,636 |        |
| 12.     | Kamil Wojczuk        | UKS Nowiny Wielkie          |          |          | 2:23,256 |        |
|         | Mateusz Żakowicz     | AZS AWF Katowice            |          |          | DNF      |        |
|         | Daniel Rola          | UKS Tajfun Nowy Sącz        |          |          | DNF      |        |

### Dwójki mężczyzn
| Miejsce | Zawodnik                                | Klub                                             | 1. zjazd | 2. zjazd | Czas     | Strata |
| ------- | --------------------------------------- | ------------------------------------------------ | -------- | -------- | -------- | ------ |
| 1.      | Wojciech Chmielewski / Jakub Kowalewski | MKS Karkonosze Jelenia Góra/KS Śnieżka Karpacz   |          |          | 1:09,363 | –      |
| 2.      | Artur Petyniak / Adam Wanielista        | KS Śnieżka Karpacz                               |          |          | 1:10,374 |        |
| 3.      | Mateusz Karaś / Jakub Karaś             | MKS Karkonosze Jelenia Góra                      |          |          | 1:10,839 |        |
| 4.      | Mateusz Sochowicz / Karol Mikrut        | AZS AWF Katowice/UMKS Parkowa Krynica Zdrój      |          |          | 1:11,167 |        |
| 5.      | Kacper Tarnawski / Kacper Skorupka      | MKS Karkonosze Jelenia Góra/UKS Tajfun Nowy Sącz |          |          | 1:12,353 |        |
| 6.      | Artur Grudziński / Natalia Wojtuściszyn | UKS Nowiny Wielkie                               |          |          | 1:12,808 |        |
| 7.      | Piotr Borysowiec / Kacper Pęczak        | UKS Nowiny Wielkie                               |          |          | 4:04,356 |        |
|         | Marcin Kiełbasa / Daniel Rola           | UKS Tajfun Nowy Sącz                             |          |          | DNF      |        |

### Drużynowo
| Lokata | Klub                                             | Zawodnik                                | 1. zjazd | Łączny czas | Strata |
| ------ | ------------------------------------------------ | --------------------------------------- | -------- | ----------- | ------ |
| 1.     | UKS Nowiny Wielkie / KS Śnieżka Karpacz          | Ewa Kuls                                |          | 1:56,751    | –      |
| 1.     | UKS Nowiny Wielkie / KS Śnieżka Karpacz          | Maciej Kurowski                         |          | 1:56,751    | –      |
| 1.     | UKS Nowiny Wielkie / KS Śnieżka Karpacz          | Artur Petyniak / Adam Wanielista        |          | 1:56,751    | –      |
| 2.     | UKS Nowiny Wielkie                               | Natalia Wojtuściszyn                    |          | 2:01,029    | ?      |
| 2.     | UKS Nowiny Wielkie                               | Artur Grudziński                        |          | 2:01,029    | ?      |
| 2.     | UKS Nowiny Wielkie                               | Artur Grudziński / Natalia Wojtuściszyn |          | 2:01,029    | ?      |
| 3.     | UKS Tajfun Nowy Sącz/MKS Karkonosze Jelenia Góra | Natalia Jamróz                          |          | 2:01,547    | ?      |
| 3.     | UKS Tajfun Nowy Sącz/MKS Karkonosze Jelenia Góra | Kacper Tarnawski                        |          | 2:01,547    | ?      |
| 3.     | UKS Tajfun Nowy Sącz/MKS Karkonosze Jelenia Góra | Kacper Tarnawski / Kacper Skorupka      |          | 2:01,547    | ?      |
| 4.     | UKS Tajfun Nowy Sącz                             | Natalia Wojnarowska                     |          | 2:14,467    | ?      |
| 4.     | UKS Tajfun Nowy Sącz                             | Daniel Rola                             |          | 2:14,467    | ?      |
| 4.     | UKS Tajfun Nowy Sącz                             | Marcin Kiełbasa / Daniel Rola           |          | 2:14,467    | ?      |
| 5.     | UKS Nowiny Wielkie                               | Magdalena Konopka                       |          | 5:13,967    | ?      |
| 5.     | UKS Nowiny Wielkie                               | Rafał Wojtuściszyn                      |          | 5:13,967    | ?      |
| 5.     | UKS Nowiny Wielkie                               | Piotr Borysowiec / Kacper Pęczak        |          | 5:13,967    | ?      |